# Tell Shamiram
Tell Shamiram hoặc Tell Shamiran (tiếng Ả Rập: تل شميرام أو تل شميران), còn được gọi là Marbisho (ماربيشو), là một ngôi làng gần Tell Tamer ở phía tây tỉnh al-Hasakah, đông bắc Syria. Về mặt hành chính, nó thuộc về Nahiya Tell Tamer.
Ngôi làng có người Assyria thuộc Giáo hội Assyria ở phía Đông và Ả Rập. Tại cuộc điều tra dân số năm 2004, nó có dân số 811.

## Địa lý
Nó nằm trên sông Harbur gần ngã ba sông Zirgan, khoảng 70 kilômét (43 mi)   phía nam biên giới với Thổ Nhĩ Kỳ.

## Lịch sử
Ngôi làng được những người tị nạn Assyria định cư vào năm 1933, người đã di chuyển sau vụ thảm sát Simele tới Syria do Pháp kiểm soát để định cư trong 25 kilômét (16 mi)   trải dài của sông Khabur trong 35 khu định cư.
Vào tháng 2 năm 2015, ngôi làng đã bị dân quân Nhà nước Hồi giáo chiếm giữ trong cuộc tấn công Al-Hasakah (tháng 2 năm 2015), dẫn đến vụ bắt cóc khoảng 90, chủ yếu là người già, cư dân. Vài ngàn cư dân chạy trốn khỏi thành phố, chủ yếu đến thành phố al-Hasakah, với một số người cuối cùng đã đến Lebanon. Các báo cáo chưa được xác nhận chỉ ra rằng ngôi làng đã bị người dân bỏ trống vào ngày 1 tháng 3 năm 2015.